# Бакшеево (Владимирская область)
Бакшеево — село в Александровском муниципальном районе Владимирской области России. Входит в состав Следневского сельского поселения.

## География
Село расположено в 6 км на север от города Александрова.

## История
Упоминается в окладных книгах XVII века. В XIX веке и первой четверти XX века входило в состав Александровской волости Александровского уезда.
В годы советской власти — центр Бакшеевского сельсовета.
До 2012 года в селе действовала Бакшеевская основная общеобразовательная школа №38.

## Население
| 1859 | 1905 | 1926 | 2002 | 2010 | 2021 |
| ---- | ---- | ---- | ---- | ---- | ---- |
| 207  | ↗255 | ↘205 | ↗388 | ↗464 | ↘413 |

## Инфраструктура
Отделение «Почты России», отделение ГБУСОВО «Балакиревский ПНИ».

## Достопримечательности
В селе располагалась Дмитриевская церковь (1723 год), разрушена в 1978 году. 
В 2005 году построена новая церковь Димитрия Солунского.